# Mouza al-Malki
Mouza Abdullah Mohammad al-Malki (auch Moza al-Malki, arabisch موزة المالكي; geb. 1957 in Doha) ist eine katarische Schriftstellerin und Psychologin. Sie ist die erste praktizierende Psychotherapeutin in Katar.

## Frühes Leben und Ausbildung
Zusätzlich zu ihrer Muttersprache Arabisch spricht Moza al-Malki fließend Französisch und Englisch. Zwischen 1974 und 1982 verfolgte al-Malki eine Lehrerkarriere am Bildungsministerium von Katar. 1986 wurde sie Schulleiterin einer Modellgrundschule (englisch Model Primary School).
1978 erlangte al-Malki einen Bachelor in Psychologie an der Universität von Beirut, 1986 einen Master in Psychotherapie an der University of La Verne, Kalifornien, Vereinigte Staaten und promovierte 2000 in Klinischer Psychologie an der Abertay University in Schottland.

## Karriere
Al-Malki wurde 1987 die erste praktizierende Psychotherapeutin in Katar. Sie ist seit 1987 Assistenzprofessorin am Institut für Psychologie des College of Arts and Sciences der Universität von Katar. Sie ist zudem Direktorin des Moza al-Malki Zentrum für Training und Rehabilitation (englisch Moza Al-Malki Center for Training and Rehabilitation, MMCTR).
Seit 1990 hält al-Malki Vorlesungen und Seminare an staatlichen Schulen. Sendungen der Psychologin, Professorin und Beraterin werden regelmäßig im Fernsehen und auf Podcast-Kanälen ausgestrahlt. Sie ist auch als internationale Rednerin, Schriftstellerin, Autorin, Lehrerin, Trainerin, Zeitungskolumnistin und Gewinnerin regionaler und internationaler Auszeichnungen bekannt.
1992 wurde sie Leiterin für Programme und Aktivitäten in der Gesellschaft des Roten Halbmonds Katar. In dieser Funktion hat sie in einer Reihe ehrenamtlicher Positionen gearbeitet, darunter auch in der psychiatrischen Abteilung des Rumailah Hospitals.
Malki führte Spieltherapiekliniken in der arabischen Welt ein. Sie arbeitet mit autistischen Kindern mit außergewöhnlichen Talenten. Al Malki hat auch ein Programm für Kinder mit Lese- und Rechtschreibstörung entwickelt.
1995 wurde Moza al-Malki zur Vizepräsidentin des Weltbundes für Seelische Gesundheit (englisch World Federation for Mental Health, WFMH) für die Golfregion.
Al Malki war die erste Frau, der in Katar eine Fahrerlaubnis ausgestellt wurde, und war auch die erste Frau aus Katar, die Englisch an einer Grundschule unterrichtete.  
1999 war sie die erste Kandidierende im Golf-Kooperationsrat, die bei einer kommunalen Wahl antrat.
Malki ist Autorin mehrerer Bücher über arabische Frauen und Kinderfragen. Sie veröffentlichte 2014 Promising Writers, in dem literarischer Werke arabischer Schriftstellerinnen zusammengestellt sind.

## Auszeichnungen
1996 wurde al-Malki in Doha, Katar von der Youth Hostel Association der Ideal Woman Award der Qatari Society verliehen.
1996 erhielt sie den jährlichen Preis des Jackson City Council Jackson County, Mississippi, USA.
2005 gehörte sie zu den 1000 Frauen, die von Ruth-Gaby Vermot-Mangold, einer Schweizer Abgeordneten, als Gruppe für den Friedensnobelpreis nominiert wurden.
2005 erhielt al-Malki den Staatlichen Förderpreis in Katar.
Im Jahr 2008 wurde sie zur UN-Botschafterin des Friedens ernannt.

## Schriften
- الأزمات النفسية العاطفية ؛ مشاكل وحلول / ‚Psycho-emotionale Krisen; Probleme und Lösungen‘ دار النهضة العربية للطباعة والنشر والتوزيع, Beirut 1995 (arabisch).
- ‎أطفال بلا مشاكل زهور بلا أشواك / ‚Kinder ohne Probleme. Blumen ohne Dornen‘ دار النهضة العربية للطباعة والنشر والتوزيع, Beirut 1996 (arabisch).
- عدوانية أقل (كيف تحول الغضب والعدوانية إلى أفعال إيجابية) / ‚Weniger Aggression (wie man Wut und Aggression in positive Handlungen umwandelt)‘ دار النهضة العربية للطباعة والنشر, Beirut 1996 (arabisch).
- السرد القصصي والعلاج النفسي : دار المنار / ‚Geschichtenerzählen und Psychotherapie‘ دار المنار،, Kairo 2005 (arabisch).
- بعض مشكلات الأطفال السلوكية , من واقع العيادة النفسية / ‚Einige Verhaltensprobleme von Kindern aus der psychologischen Klinik‘ دار علاء الدين،, Damaskus 2005 (arabisch).
- مهارات تطبيق الإرشاد النفسي / ‚Fertigkeiten für die Anwendung psychologischer Beratung‘ المجلس الوطني للثقافة والفنون والتراث, Doha 2005 (arabisch).
- فتيات خليجيات ومشاكلهن العاطفية / ‚Golf-Mädchen und ihre emotionalen Probleme‘ دار النهضة العربية للطباعة والنشر والتوزيع, Beirut 2006 (arabisch).
- ثقافة الانتخاب : كتيب إرشادي / ‚Wahl-Kultur: Leitfaden‘ 2007 (arabisch).
- للشباب مشاكله / ‚Die Jugend hat ihre Probleme‘ دار قراءة للنشر, Kairo 2007 (arabisch).
- عندما أنفعل .. أكتب / ‚Wenn ich emotional werde... schreibe ich‘ الإعلام, Kairo 2007 (arabisch).
- رحلتي مع العلاج النفسي / ‚Meine Reise mit der Psychotherapie‘ 2008 (arabisch).
- رائحة الأحاسيس / ‚Der Geruch von Sensationen‘ مؤسسة شمس للنشر والإعلام, Jordan 2009 (arabisch).